# Glaphyria basiflavalis
Glaphyria basiflavalis is een vlinder uit de familie van de grasmotten (Crambidae). De wetenschappelijke naam van de soort is voor het eerst gepubliceerd in 1913 door William Barnes en James Halliday McDunnough.
De soort komt voor in het zuiden van de Verenigde Staten.